# Dennis Lota
Dennis Lota (Kitwe, 1973. november 8. – Johannesburg, Dél-afrikai Köztársaság, 2014. február 4.) afrikai nemzetek kupája bronzérmes válogatott zambiai labdarúgó, csatár.

## Pályafutása

### A válogatottban
1995 és 2002 között 18 alkalommal szerepelt a  zambiai válogatottban. Tagja volt az 1996-os afrikai nemzetek kupáján bronzérmet szerzett csapatnak.

## Sikerei, díjai
Zambia
- Afrikai nemzetek kupája
  - bronzérmes: 1996